# Поймишка
Поймишка — река в России, протекает на границе Угличского района Ярославской области и Калязинского района Тверской области и далее в Калязинском районе; левый приток реки Жабня.
Сельские населённые пункты около реки: Калязинский район — Малое Льгово, Большое Льгово; Угличский район — Хребтово, Бронники, Поймашь; Калязинский район — Потаповка, Кутузово.